# Korotan Prevalje
Korotan Prevalje is een voormalige Sloveense voetbalclub uit Prevalje.
De club speelde in het seizoen 1994/95 voor het eerst in de hoogste klasse onder de naam Nova Oprema KS Prevalje (KS = Korotan Suvel) en werd achtste in een competitie bestaande uit zestien clubs. Na enkele middenmootplaatsen, de competitie was intussen ook teruggebracht naar twaalf clubs, eindigde Korotan Prevalje als vijfde in 1999 en mocht deelnemen aan de Intertoto Cup. Het volgend seizoen werd de vierde plaats bereikt. Daarna ging het bergafwaarts. In het seizoen 2002/03 werd de club na elf wedstrijden uitgesloten van verdere deelname, omdat de spelers en trainer niet meer betaald konden worden. In 2003 startte DNŠ Prevalje wat als opvolger gezien kan worden maar juridisch niet de historie en de uitingen kan claimen. 

## Historische namen
- 1933 – NK Korotan Suvel Prevalje
- 1995 – Nova Oprema KS Prevalje
- 1995 – NK MAG Korotan
- 1997 – KS Korotan

## Erelijst
- Beker van Slovenië

finalist: 2000

## Korotan in Europa
- 1R = eerste ronde

| Seizoen | Competitie    | Ronde | Land                 | Tegenstrever | Score    |
| ------- | ------------- | ----- | -------------------- | ------------ | -------- |
| 1999    | Intertoto Cup | 1R    | Vlag van Zwitserland | FC Basel     | 0-0, 0-6 |

## Bekende (oud-)spelers
- Igor Benedejčič
- Peter Binkovski
- Roman Bezjak
- Senad Tiganj
- Alfred Jermaniš
- Aleš Križan
- Ilir Caushllari
- Lucian Popescu